# Catalanitzador de Softcatalà
El Catalanitzador de Softcatalà, també anomenat simplement Catalanitzador, és un programa que permet catalanitzar els ordinadors amb Windows o Mac de forma senzilla i automàtica. El programa instal·la els paquets d'idioma en català dels sistemes operatius, navegadors, paquets d'ofimàtica i altres programes instal·lats a l'ordinador sempre que tinguin versió en aquesta llengua. El Catalanitzador és un projecte desenvolupat per Softcatalà i iniciat l'octubre de 2011.
La primera versió del Catalanitzador va aparèixer el març del 2012, i només era per a Windows. El maig del 2013 es va presentar la versió 2 del Catalanitzador, amb la novetat de suportar també l'OSX de Mac. El març del 2014 es va presentar la versió 2.2 del Catalanitzador.
En la versió actual el Catalanitzador posa en català:
Al Windows
- Windows XP, Vista, 7, 8, 8.1 i 10 (32 i 64 bits totes les versions)
- Microsoft Office 2003, 2007, 2010, 2013 i 2016 (32 i 64 bits)
- Internet Explorer 6, 7, 8, 9, 10 i 11
- OpenOffice.org 3.2 i 3.3
- Adobe Reader 9, 10, 11 i DC (lector PDF)
- Windows Live Essentials 2009, 2011, 2012
- iTunes 10.6.3 o superior
- Skype 6.0 o superior
- Instal·la el corrector gramatical LanguageTool per al Firefox, el LibreOffice i l'Apache OpenOffice

Al macOS
- macOS de 64 bits 10.6 o superior
- Instal·la el corrector ortogràfic
- Posa el català com a llengua de navegació al Firefox i el Chrome